# Liometopum occidentale
Liometopum occidentale é uma espécie de formiga do gênero Liometopum.